# Самкхя
Самкхя или Санкя (/ˈ s ɑː ŋ k j ə / ; санскрит सांख्य), IAST : sāṅkhya IAST) е дуалистична школа в индийската философия.   Тя разглежда реалността и човешкия опит като съставени от два независими принципа, пуруша („ съзнание “ или дух); и пракрити (природата, включително човешкия ум и емоции). 
Пуруша е съзнанието-свидетел. То е абсолютно, независимо, свободно, отвъд възприятията, отвъд всяко преживяване чрез ума или сетивата и не може да се опише с думи.   
Непроявената пракрити е материята или природата. Тя е неактивна, несъзнателна и е съотношението на трите гуни (качества или вродени наклонности),   а именно сатва, раджас и тамас. Когато пракрити влезе в контакт с Пуруша, този баланс се нарушава и Пракрити се проявява, развивайки двадесет и три татви,  а именно интелект (буддхи, махат), его (ахамкара), ум (манас); петте сетивни способности; петте способности за действие; и петте „фини елемента“ или „модули на сетивно съдържание“ (танматри), от които се появяват петте „видими елемента“ или „форми на обекти на възприемане“ (земя, вода, огън, въздух и пространство),   от своя страна пораждайки проявата на сетивните възприятия и познавателната способност.  
Джива („живо същество“) е състоянието, в което пуруша е обвързано с пракрити.  Човешкото преживяване е взаимодействие на двете, като Пуруша осъзнава разнообразните комбинации от познавателни дейности.  Краят на свързаността на пуруша с пракрити се нарича освобождение или кайваля (изолация).
Епистемологията на Самкхя приема три от шест прамани („доказателства“) като единствените надеждни средства за придобиване на знания, както и йога. Това са пратякша („ възприятие “), анумана („ подразбиране “) и сабда (аптавакана, което означава „слово/свидетелство от надеждни източници“).    Понякога описвана като една от рационалистичните школи на индийската философия, тя разчита изключително на логика. 
Докато спекулации, подобни на самкхя, могат да бъдат намерени в Риг Веда и някои от по-старите Упанишади, някои западни учени предполагат, че Самкхя може да има неведически произход  [note 1] и да се е развила в аскетични среди. Идеите определяни като протосамкхя се развиват от 8-ми/7-ми век. пр. н. е. нататък, както е видно в средните Упанишади, Будачарита, Бхагавад Гита и Мокшадхарма – раздел на Махабхарата.  Свързана е с ранните аскетични традиции и медитация, духовни практики и религиозна космология  и методи на разсъждение, които водят до освобождаващо знание (видя, гнана, вивека), което завършва цикъла на дуккха (страдание) и прераждане.  позволявайки „голямо разнообразие от философски формулировки“.  Пред- карика систематична Самкхя е съществувала около началото на първото хилядолетие от н.е.  Определящият метод на Samkhya е установен със Samkhyakarika (4-ти в. н. е.).
Най-старите направления на Самкхя може да са били теистични или нетеистични, но с класическата систематизация в началото на първото хилядолетие от н.е. съществуването на божество става без значение.    Самкхя е тясно свързана с йога школата на индуизма, за която формира теоретичната основа, и оказва влияние върху други школи на индийската философия. 

## Етимология
Самкхя (सांख्य) или санкя, е санскритска дума, която в зависимост от контекста означава „да смятам, изброявам, изчислявам, съзнателно, разсъждавам, разсъждавам чрез числово изброяване, отнасям към брой, рационален“.  В контекста на древните индийски философии, Самкхя се отнася до философската школа в индуизма, основана на систематично изброяване и рационално изследване.
Думата самкхя означава „емпиричен“ или „свързан с числа“.  Въпреки че терминът е бил използван в общия смисъл на метафизично познание преди,  в техническа употреба той се отнася до школата Самкхя, която еволюира в обща философска система в ранните векове на н.е.  Системата Самкхя е наречена така, защото „изброява“ двадесет и пет татви или истински принципа; и нейната главна цел е да осъществи окончателното освобождаване на двадесет и петте татви, т.е. пуруша или душата. 

## Философия

### Пуруша и Пракрити
Самкхя прави разлика между две „нередуцируеми, вродени и независими реалности“,  пуруша, съзнанието-свидетел, и пракрити, „материя“, дейностите на ума и възприятието.    Според Дан Лустхаус,
| „ | В Самкхя пуруша изразява наблюдателя, „свидетеля“. Пракрити включва всички познавателни, морални, психологически, емоционални, сетивни и физически аспекти на реалността. Често погрешно се превежда като „материя“ или „природа“; извън Самкхя, означава „основна природа“, но това отвлича от идеята за познавателните способности на пракрити, умствените, психологическите и сензорните дейности. При това фината и видимата материя са нейни вторични продукти, не нейната същност. Само пракрити действа. | “ |

Пуруша се счита за съзнателен принцип, пасивен наслаждаващ се (бхокта), а пракрити е това, на което се наслаждава (бхогя). Самкхя счита, че пуруша не може да се разглежда като източника на неодушевения свят, тъй като един интелигентен принцип не може да се трансформира в несъзнателния свят. Това е плуралистичен спиритуализъм, атеистичен реализъм и безкомпромисен дуализъм. 

#### Пуруша – съзнание-свидетел
Пуруша е съзнанието-свидетел. То е абсолютно, независимо, свободно, незабележимо, непознаваемо чрез други действия, над всяко преживяване чрез ума или сетивата и отвъд всякакви думи или обяснения. То остава чисто, „неатрибутивно съзнание“. Пуруша е нито произведено, нито произвежда.  Никакви наименования не могат да квалифицират пуруша, нито могат да го въплатят или обективизират.  То „не може да бъде намалено, не може да бъде „уредено“. Всяко обозначение на пуруша идва от пракрити и е ограничение.  За разлика от Адвейта Веданта и като Пурва-Миманса, Самкхя вярва в множество пуруши. 

#### Пракрити – познавателни процеси
Пракрити е първата причина на света на нашите преживявания. Тъй като това е първият принцип (татва) на Вселената, той се нарича прадана (главен принцип), но тъй като това е несъзнателният и неинтелигентен принцип, той също се нарича джада (неинтелигентен). Състои се от три основни характеристики (тригуни, каюества). Това са:
- Сатва – уравновесеност, финес, лекота, просветление и радост;
- Раджас – динамика, активност, възбуждение и болка;
- Тамас – инертност, грубост, тежест, пречка и леност. [34]

Непроявената пракрити е безкрайна, неактивна и несъзнателна, като трите гуни са в състояние на равновесие. Това равновесие на гуните се нарушава, когато пракрити влезе в контакт със съзнанието или Пуруша, пораждайки проявлението на света на опитността от непроявената пракрити.   Пракрити се проявява като двадесет и три татви :  интелект (буддхи, махат), его (ахамкара) ум (манас); петте сетивни способности; петте способности за действие; и петте „фини елемента“ или „модули на сетивно съдържание“ (танматри : форма (рупа), звук (шабда), мирис (ганда), вкус (раза), допир (спарша)), от които се появяват петте „видими елемента " или „форми на обекти на възприемане" (земя (притхиви), вода (джала), огън (Агни), въздух (Ваю), етер (Ākāша)).   Пракрити е източникът на нашия опит; това не е „еволюция на поредица от материални същности“, а „възникване на самото преживяване“.  Това е описание на опита и отношенията между неговите елементи, а не обяснение на произхода на Вселената.
Всяка пракрити имат тези три гуни в различни пропорции. Всяка гуна е доминираща в определени часове от деня. Взаимодействието на тези гуни определя характера на някого или нещо, на природата и определя развитието на живота.   Теорията на Самкхя за гуните е била широко обсъждана, развивана и усъвършенствана от различни школи на индийската философия. Философските трактати на Самкхя също оказват влияние върху развитието на различни теории за индуската етика. 
Мисловните процеси и умствените събития са съзнателни само до степента, в която са осветени от Пуруша. В Самкхя съзнанието се сравнява със светлина, която осветява материалните конфигурации или „форми“, приети от ума. Така че интелектът, след като получи когнитивни структури от ума и просветление от чистото съзнание, създава мисловни структури, които изглеждат съзнателни.  Ахамкара, егото или феноменалният аз, прсвоява всички умствени преживявания за себе си и по този начин персонализира обективните дейности на ума и интелекта, като поема притежанието им.  Но самото съзнание е независимо от мисловните структури, които осветява. 

### Освобождение или мокша
The Supreme Good is mokṣa which consists in the permanent impossibility of the incidence of pain... in the realisation of the Self as Self pure and simple.
Школата Самкхя разглежда мокша като естествено търсене на всяка джива. Самкхякарика гласи:
| „              | As the unconscious milk functions for the sake of nourishment of the calf, so the Prakriti functions for the sake of moksha of the spirit. | “ |
| Samkhya karika | |   |

Самкхя разглежда невежеството (авидя) като първопричина за страданието и принудата (Самсара). Самкхя счита, че изходът от това страдание е чрез знание (вивека). Мокша (освобождение), гласи школата Самкя, е резултат от познаването на разликата между пракрити (авякта-вякта) и пуруша (гна). 
Пуруша, вечното чисто съзнание, поради невежество се отъждествява с продукти на пракрити като интелект (буддхи) и его (ахамкара). Това води до безкрайни преходи и страдание. Въпреки това, веднъж възникне ли осъзнаването, че пуруша е различно от пракрити, е нещо повече от емпирично его и че пуруша е най-дълбокото съзнателно Аз в себе си, Азът получава дистанция (кайваля) и свобода (мокша). 
Други форми на Самкхя учат, че мокша се постига чрез собственото развитие на висшите способности за различаване, постигнати чрез медитация и други йогийски практики. Мокша се описва от изследователите на Самкхя като състояние на освобождение, където преобладава Сатва гуна.

### Епистемология
Самкхя смята Пратякша или Дурущам (директно сетивно възприятие), Анумана (заключение) и Сабда или Аптавакана (вербално свидетелство на мъдреците или шастрите) за единственото валидно средство за познание или прамана.  За разлика от някои други школи, Самкхя не счита следните три прамани за епистемически подходящи: Упамана (сравнение и аналогия), Артапатти (постулиране, произтичащо от обстоятелства) или Анупалабди (невъзприятие, отрицателно/когнитивно доказателство). 
- Пратякша (प्रत्यक्ष) означава възприятие. То е два вида в индуистките текстове: външно и вътрешно. Външното възприятие се описва като това, произтичащо от взаимодействието на петте сетива и обектите на видимия свят, докато вътрешното възприятие се описва от тази школа като това на вътрешното сетиво, ума. [41] [42] Древните и средновековни индийски текстове идентифицират четири изисквания за правилно възприятие: [43] Индрияртасанникарса (директен опит от нечий сетивен орган(и) с обекта, изследваното явление), Авяпадеся (невербално; правилното възприятие не е чрез слухове, според древните индийски учени, когато нечий сетивен орган разчита на приемането или отхвърлянето на възприятието на някой друг), Авябхикара (не се лута; правилното възприятие не се променя, нито е резултат от измама, защото нечий сетивен орган или средство за наблюдение се отклонява, дефектен е, подозрителен) и Вявасаятмака (определен; правилното възприятие изключва преценки на съмнение, или поради неспособността на човек да наблюдава всички детайли, или защото човек смесва умозаключение с наблюдение и наблюдава това, което иска да наблюдава, или не наблюдава това, което не иска да наблюдавате). [43] Някои древни учени предлагат „необичайно възприятие“ като прамана и го наричат вътрешно възприятие, предложение, оспорвано от други индийски учени. Концепциите за вътрешно възприятие включват пратибха (интуиция), саманялаксанапратякса (форма на индукция от възприемани специфики към общо) и гнаналаксанапратякса (форма на възприятие на предишни процеси и предишни състояния на „тема за изучаване“ чрез наблюдение на нейното текущо състояние). [44] Освен това някои школи разглеждат и усъвършенстват правилата за приемане на несигурно знание от Пратякша-пранама, така че да противопоставят нирная (определена преценка, заключение) от анадхявасая (неопределена преценка). [45]
- Анумана (अनुमान) означава умозаключение. Описва се като достигане до ново заключение и истина от едно или повече наблюдения и предишни истини чрез прилагане на логика. [46] Наблюдаването на дим и предположението за огън е пример за Анумана. [41] Във всички индуистки философии с изключение на една, [47] това е валидно и полезно средство за познание. Методът на извода се обяснява от индийските текстове като състоящ се от три части: пратигна (хипотеза), хету (причина) и дуруштана (примери). [48] Хипотезата трябва допълнително да бъде разделена на две части, твърдят древните индийски учени: садхя (онази идея, която трябва да бъде доказана или опровергана) и пакша (обектът, върху който се основава садхя). Изводът е условно верен, ако сапакша (положителни примери като доказателство) са налице и ако випакша (отрицателни примери като контрадоказателства) отсъстват. За строгост индийските философии посочват и по-нататъшни епистемични стъпки. Например, те изискват Вяпти – изискването хету (разумът) задължително и отделно да отчита извода във „всички“ случаи, както в сапакша, така и в випакша. [48] [49] Условно доказана хипотеза се нарича нигамана (заключение). [50]
- Сабда (शब्द) означава позоваване на слово, свидетелство на минали или настоящи надеждни експерти. [15][51] Хирияна обяснява Сабда-прамана като концепция, която означава надеждно експертно свидетелство. Школите, които го считат за епистемично валиден, предполагат, че едно човешко същество трябва да знае много факти и с ограниченото време и енергия, с които разполага, то може да научи само част от тези факти и истини директно. [52] То трябва да си сътрудничи с другите за бързо придобиване и споделяне на знания и по този начин да обогати живота на другия. Това средство за получаване на адекватно знание е или устно, или писмено, но чрез Сабда (слово). [52] Надеждността на източника е важна и легитимното знание може да дойде само от Сабда на Ведите. [15] [52] Несъгласието между школите е относно това как да се установи надеждността. Някои школи, като Чарвака, заявяват, че това никога не е възможно и следователно Сабда не е надеждна прамана. Други школи обсъждат средствата за установяване на надеждност. [53]

### Причинност
Системата Самкхя се основава на Сат-каря-вада или теорията за причинно-следствената връзка. Според Саткарявада ефектът е предсъществуващ в причината. Има само привидна или илюзорна промяна в състава на причината, а не материална, когато тя стане следствие. Тъй като следствията не могат да произлязат от нищото, първоначалната причина или основа на всичко се разглежда като пракрити. 
По-конкретно, системата Самкхя следва пракрити-Паринама Вада. Паринама обозначава, че ефектът е истинска трансформация на причината. Причината, която разглеждаме тук, е пракрити или по-точно Мула-пракрити (Първоначалната материя). Следователно системата Самкхя е израз на еволюционна теория за материята, започваща с първичната материя. В еволюцията пракрити се трансформира и диференцира в множество обекти. Еволюцията е последвана от разпад. При разпадането на физическото съществуване всички светски обекти се смесват обратно в пракрити, която сега остава като недиференцирана, първична субстанция. Това е начинът, по който циклите на еволюция и разпада следват един след друг. Но тази теория е много различна от съвременните теории на науката в смисъл, че пракрити се развива за всяка Джива поотделно, давайки индивидуални тела и умове на всеки и след освобождението тези елементи на пракрити се сливат в Мула пракрити. Друга особеност на Самкхя е, че не само физическите същности, но дори умът, егото и интелигентността се разглеждат като форми на Безсъзнание, доста различни от чистото съзнание.
Самкхя счита, че пракрити е източникът на възприемания свят на изграждане. Това е чист потенциал, който се развива последователно в двадесет и четири татви или принципа. Самата еволюция е възможна, защото пракрити винаги е в състояние на напрежение между съставните си нишки или гуни – Сатва, Раджас и Тамас. В състояние на равновесие на три гуни, когато трите заедно са едно, „непроявена“ пракрити, която е непознаваема. Гуна е същност, която може да се променя, да се увеличава или намалява, следователно чистото съзнание се нарича ниргуна или без никаква модификация.
Еволюцията се подчинява на причинно-следствените връзки, като самата първична природа е материалната причина за цялото физическо творение. Теорията за причината и следствието на Самкхя се нарича Саткаря-вада (теория за съществуващите причини) и твърди, че нищо наистина не може да бъде създадено от нищото или унищожено напълно – цялата еволюция е просто трансформация на първичната природа от една форма в друга.
Космологията на Самкхя описва как възниква животът във Вселената; връзката между Пуруша и пракрити е от решаващо значение за йога системата на Патанджали. Идеите на Самкхя могат да бъдат проследени до ведическата спекулация за сътворението. Също така често се споменава в Махабхарата и Йогавасища.